# Renato Buso
Renato Buso (* 19. Dezember 1969) ist ein ehemaliger italienischer Fußballspieler. Nach dem Ende seiner aktiven Laufbahn startete er eine Trainerkarriere.

## Sportlicher Werdegang
Buso entstammt der Jugend von Calcio Montebelluna, als Teenager wechselte er zu Juventus Turin. Dort debütierte er für den Klub in der Serie A, stand aber die meiste Zeit im Schatten der erfahrenen Stürmer Aldo Serena, Ian Rush und Alessandro Altobelli und kam kaum über den Status eines Ergänzungsspielers hinaus.
1989 wechselte er zum Ligakonkurrenten AC Florenz, mit der er im UEFA-Pokal 1989/90 das Endspiel gegen seinen Turiner Ex-Klub erreichte.
1991 sicherte der amtierende Meister Sampdoria Genua sich die Dienste des Nachwuchsstürmers, der die Supercoppa Italiana gewann. Dabei kam er als Einwechselspieler für Attilio Lombardo zum Einsatz.
Im Endspiel um den Europapokal der Landesmeister 1991/92 wechselte Trainer Vujadin Boškov ihn während der ersten Halbzeit der Verlängerung beim Stand von 0:0-Unentschieden für Gianluca Vialli ein, acht Minuten vor Spielende erzielte Ronald Koeman den spielentscheidenden Treffer für den FC Barcelona. Als Akteur der italienischen U-21-Nationalmannschaft gewann er knapp zwei Wochen später bei der EM-Endrunde 1992 den Titel. Dabei erzielte er beim 2:0-Hinspielerfolg über Schweden das erste Tor, mit drei Endrundentoren wurde er Torschützenkönig und zum Spieler des Turniers gekrönt. Anschließend gehörte er bei den Olympischen Sommerspielen 1992 im August des Jahres zum Turnierkader, im Viertelfinale scheiterte er mit der Mannschaft am späteren Turniersieger Spanien. 1993 wechselte Buso zum SSC Neapel, später spielte er für Lazio Rom und Piacenza Calcio 1919 in der Serie A. 2000 schloss er sich dem Erstligaabsteiger Cagliari Calcio an, nach dem verpasste Wiederaufstieg ließ er bei Spezia Calcio in der Serie C seine Karriere ausklingen.
Nach seinem Karriereende 2004 arbeitete Buso zunächst vornehmlich als Jugendtrainer und war bei seiner letzten Spielstation sowie AC Florenz tätig. 2011 übernahm er US Gavorrano in der viertklassigen Lega Pro Seconda Divisione, 2013 wechselte er als Assistenztrainer von Giuseppe Sannino bei Chievo Verona in die Serie A zurück. 2018 übernahm er den Viertligisten AC Sangiovannese 1927, 2020 kehrte er als Jugendtrainer nach Florenz zurück.